# Changlang (Distrikt)
Der Distrikt Changlang ist ein Distrikt im indischen Bundesstaat Arunachal Pradesh. Sitz der Distriktverwaltung ist Changlang. Der zugehörige Hierarchische Administrative Subdivision-Code (HASC) lautet: IN.AR.CH.

## Geschichte
Im Jahr 1914 wurden die North-East Frontier Tracts gegründet und als Teil Assams verwaltet. Eines der Teilgebiete war der Tirap Frontier Tract. Das Gebiet war größer als der heutige Distrikt. Es deckt die heutigen Distrikte Changlang, Longding und Tirap und Gebiete in Assam ab. Im Zweiten Weltkrieg war der heutige Distrikt Tirap kurz von den Japanern besetzt. Im Jahr 1951 wurden die Gebiete im Flachland und in den Bergen getrennt. Die Gebiete im Flachland wurden Teil Assams. Aus dem Tirap Frontier Tract wurde 1954 die Tirap Frontier Division und 1965 der Distrikt Tirap mit dem Hauptort Khonsa. Am 14. November 1987 wurde das Gebiet des Changlang-Distrikts aus dem Distrikt Tirap herausgelöst.

## Geografie

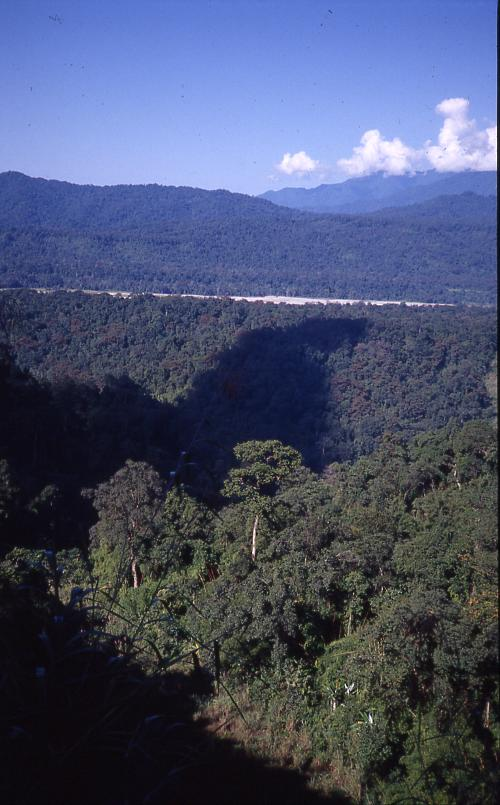
Waldlandschaft im Namdapha-Nationalpark

Der Distrikt Changlang liegt im Südosten von Arunachal Pradesh. Der Distrikt grenzt im Nordwesten an den Distrikt Namsai, im Norden an den Distrikt Lohit, im Nordosten an den Distrikt Anjaw, im Osten und Süden an Myanmar, im Südwesten an den Distrikt Tirap sowie im Westen an den Bundesstaat Assam. Die Fläche des Distrikts Changlang beträgt 4662 km². Der Distrikt wird vom Fluss Dihing und dessen Nebenflüssen Namphuk und Tirap sowie vom Noa-Dihing durchflossen. Mit Ausnahme des Nordwestens des Distrikts ist das Gebiet Bergland und weitflächig bewaldet. Im Osten des Distrikts erstreckt sich der Namdapha-Nationalpark.

## Bevölkerung

### Übersicht
Nach der Volkszählung 2011 hat der Distrikt Changlang 148.226 Einwohner. Bei 31,8 Einwohnern pro Quadratkilometer ist der Distrikt nur dünn besiedelt. Die Bevölkerungsentwicklung ist typisch für Indien. Zwischen 2001 und 2011 stieg die Einwohnerzahl um 18,2 Prozent. Der Distrikt ist deutlich ländlich geprägt und hat eine durchschnittliche Alphabetisierung. Es gibt keine Dalits (scheduled castes), aber sehr viele Angehörige der anerkannten Stammesgemeinschaften (scheduled tribes).

### Bevölkerungsentwicklung
Wie überall in Indien wächst die Einwohnerzahl im Distrikt Changlang seit Jahrzehnten stark an. Die Zunahme betrug in den Jahren 2001–2011 rund 18 Prozent (18,18 %). In diesen zehn Jahren nahm die Bevölkerung um mehr als 22.800 Menschen zu. Die genauen Zahlen verdeutlicht folgende Tabelle:

### Bedeutende Orte
Insgesamt gibt es im Distrikt nur drei Orte, die als Städte (towns und census towns) gelten. Deshalb ist der Anteil der städtischen Bevölkerung im Distrikt recht tief. Denn nur 19.228 der 148.226 Einwohner oder 12,97 % leben in städtischen Gebieten.

### Bevölkerung des Distrikts nach Geschlecht
Der Distrikt hatte immer mehr männliche wie weibliche Einwohner. Dies ist typisch für weite Gebiete Indiens. Der Anteil der männlichen Bevölkerung liegt aber deutlich über dem indischen Durchschnitt. Die Verteilung der Geschlechter sieht wie folgt aus:
| Verteilung der Bevölkerung nach Geschlecht im Distrikt Changlang |                   |                   |                   |                   |                   |                   |                   |                   |                   |                   |                   |                   |
|                                                                  | Volkszählung 1961 | Volkszählung 1961 | Volkszählung 1971 | Volkszählung 1971 | Volkszählung 1981 | Volkszählung 1981 | Volkszählung 1991 | Volkszählung 1991 | Volkszählung 2001 | Volkszählung 2001 | Volkszählung 2011 | Volkszählung 2011 |
| Anzahl                                                           | Anteil            | Anzahl            | Anteil            | Anzahl            | Anteil            | Anzahl            | Anteil            | Anzahl            | Anteil            | Anzahl            | Anteil            |                   |
| GESAMT                                                           | 18.227            | 100 %             | 41.474            | 100 %             | 62.211            | 100 %             | 95.530            | 100 %             | 125.422           | 100 %             | 148.226           | 100 %             |
| Männer                                                           | 9505              | 52,15 %           | 22.356            | 53,90 %           | 33.944            | 54,56 %           | 51.291            | 53,69 %           | 65.821            | 52,48 %           | 76.948            | 51,91 %           |
| Frauen                                                           | 8722              | 47,85 %           | 19.118            | 46,10 %           | 28.267            | 45,44 %           | 44.239            | 46,31 %           | 59.601            | 47,52 %           | 71.278            | 48,09 %           |

### Volksgruppen
In Indien teilt man die Bevölkerung in die drei Kategorien general population, scheduled castes und scheduled tribes ein. Die scheduled castes (anerkannte Kasten) mit (2011) 0 Menschen (0,00 Prozent der Bevölkerung) werden heutzutage Dalit genannt (früher auch abschätzig Unberührbare betitelt). Die scheduled tribes sind die anerkannten Stammesgemeinschaften mit (2011) 53.878 Menschen (36,35 Prozent der Bevölkerung), die sich selber als Adivasi bezeichnen. Zu ihnen gehören in Arunachal Pradesh 104 Volksgruppen. Aufgrund der Sprache (Zahlen für die Volksgruppen sind nur bis Distriktshöhe veröffentlicht) sind die Tangsa (Tutcha Tangsa), Monpa, Nocte, Ao, Deori und Adi die wichtigsten Gruppen innerhalb der anerkannten Stammesgemeinschaften im heutigen Distrikt.

### Bevölkerung des Distrikts nach Sprachen
Der Distrikt ist sprachlich sehr durchmischt. Eine deutliche Mehrheit der Bevölkerung im Bergland des Distrikts Changlang spricht eine tibetobirmanische Sprache. Die weitverbreitetsten Sprachgruppen dieser Sprachfamilie stellen die Tangsa mit 29.767 Personen oder 20,08 % der Einwohnerschaft. Monpa, Nocte (insgesamt 2452 Personen oder 1,65 % der Distriktsbevölkerung), Ao (1716 Personen oder 1,16 % Anteil), Deori (1450 Personen oder 0,98 %) und Adi (mit Adi, Talgalo und Gallong; 1136 Personen oder 0,77 %) gehören ebenso zu den Tibetobirmanischen Sprachen. Da in den Ebenen im Nordwesten sehr viele Zugewanderte aus anderen Regionen Indiens wohnen, kommen diese Sprachen nur auf knapp 30 % Bevölkerungsanteil. Tangsa ist in den Circles Changlang, Lyngok-Longtoi, Manmao, Nampong, Renuk, Tikhak Rima Putok und Yatdam Mehrheitssprache. Und mit Ausnahme der Circles Diyun und Vijoynagar eine bedeutende Minderheitssprache. Monpa konzentriert sich auf die Circles Vijoynagar (2451 Muttersprachler oder 55,23 % Bevölkerungsanteil) und Miao (688 Personen oder 3,43 % Bevölkerungsanteil). Nocte hat seine Hochburgen in den Circles Bordumsa (1617 Personen), Miao (309 Personen) und Jairampur (132 Personen). Die Circles Changlang, Jairampur und Kharsang sind die Heimat der Menschen mit Ao als Muttersprache. Deori ist in den Circles Bordumsa und Diyun zuhause.
Die Bevölkerungsmehrheit stellen mittlerweile Menschen mit indoarischen Sprachen. Die Sprachgruppen Bengali, Hindi (mit Sadan/Sadri, Hindi und Bhojpuri), Nepali und Assami haben zusammen 78.264 Muttersprachler (52,8 % der Distriktsbevölkerung). Die zum Bengali gerechneten Chakma sind eine einheimische Volksgruppe. Alle anderen Muttersprachler von indoarischen Sprachen sind Zugewanderte. Die Sprachgruppe Bengali (mit Chakma, Bengali und Haijong/Hajong; 47.670 Personen oder 32,16 % Bevölkerungsanteil) ist die weitverbreitetste Sprachgruppe des Distrikts Changlang. In den Circles Diyun und Miao stellen sie die Bevölkerungsmehrheit. Und in den Circles Bordumsa, Changlang, Jairampur und Kharsang sind jeweils über 10 % der Einwohnerschaft bengalisprachig. Die Muttersprachler der anderen indoarischen Sprachen leben ebenso überwiegend in der Ebene im Nordwesten des Distrikts (in den Circles Bordumsa, Diyun, Jairampur, Kharsang und Miao). Die Verteilung der Einzelsprachen sieht wie folgt aus:
| Jahr                                   | Chakma | Chakma  | Nepali | Nepali | Sadan/Sadri | Sadan/Sadri | Assami | Assami | Bengali | Bengali | Hindi | Hindi  | Tutcha Tangsa | Tutcha Tangsa | Monpa | Monpa  | Bhojpuri | Bhojpuri | Gesamt  | Gesamt   |
| Jahr                                   | Zahl   | %       | Zahl   | %      | Zahl        | %           | Zahl   | %      | Zahl    | %       | Zahl  | %      | Zahl          | %             | Zahl  | %      | Zahl     | %        | Zahl    | %        |
| -------------------------------------- | ------ | ------- | ------ | ------ | ----------- | ----------- | ------ | ------ | ------- | ------- | ----- | ------ | ------------- | ------------- | ----- | ------ | -------- | -------- | ------- | -------- |
| 2011                                   | 40.225 | 27,14 % | 10.510 | 7,09 % | 5883        | 3,97 %      | 5142   | 3,47 % | 4779    | 3,22 %  | 4833  | 3,26 % | 4195          | 2,83 %        | 3295  | 2,22 % | 3023     | 2,04 %   | 148.226 | 100,00 % |
| Quelle: Ergebnis der Volkszählung 2011 |        |         |        |        |             |             |        |        |         |         |       |        |               |               |       |        |          |          |         |          |

### Bevölkerung des Distrikts nach Bekenntnissen
Der Distrikt ist religiös sehr gemischt. Die Buddhisten als stärkste Glaubensgemeinschaften sind überwiegend Chakma und Tibeter. Hochburgen sind die Circles Diyun (75,21 % Bevölkerungsanteil), Miao (53,90 % Anteil) und Tikhak Rima Putok (42,11 % Anteil). Christliche Hochburgen sind die Circles Lyngok-Longtoi (99,08 % Anteil), Manmao, (78,76 % Anteil), Renuk (73,57 % Anteil), Vijoynagar (57,59 % Anteil), Nampong (56,88 % Anteil) und Tikhak Rima Putok (56,77 % Anteil). Der Circle Jairampur hat mit 60,55 % eine hinduistische Bevölkerungsmehrheit. Nur knapp in der Minderheit sind die Hindus in den Circles Bordumsa (49,71 % Anteil) und Namtok (44,7 %). In den Circles Changlang, Kharsang, Khimiyong, Nampong und Vijoynagar sind jeweils mehr als 30 % der Einwohnerschaft hinduistisch. Und die Ethnischen Religionen haben ihre Hochburgen in den Circles Yatdam (62,91 % Anteil) und Changlang (35,43 % Anteil). Die genaue religiöse Zusammensetzung der Bevölkerung zeigt folgende Tabelle:
| Jahr                                   | Buddhisten | Buddhisten | Christen | Christen | Hindus | Hindus  | Jainas | Jainas | Muslime | Muslime | Sikhs | Sikhs  | Andere | Andere | keine Angaben | keine Angaben | Gesamt  | Gesamt   |
| Jahr                                   | Zahl       | %          | Zahl     | %        | Zahl   | %       | Zahl   | %      | Zahl    | %       | Zahl  | %      | Zahl   | %      | Zahl          | %             | Zahl    | %        |
| -------------------------------------- | ---------- | ---------- | -------- | -------- | ------ | ------- | ------ | ------ | ------- | ------- | ----- | ------ | ------ | ------ | ------------- | ------------- | ------- | -------- |
| 2011                                   | 50.381     | 33,99 %    | 35.969   | 24,27 %  | 47.683 | 32,17 % | 95     | 0,06 % | 2134    | 1,44 %  | 94    | 0,06 % | 11.738 | 7,92 % | 132           | 0,09 %        | 148.226 | 100,00 % |
| Quelle: Ergebnis der Volkszählung 2011 |            |            |          |          |        |         |        |        |         |         |       |        |        |        |               |               |         |          |

## Bildung
Trotz bedeutender Anstrengungen ist das Ziel der vollständigen Alphabetisierung noch weit entfernt. Während mehr als neunzig Prozent der männlichen Stadtbevölkerung lesen und schreiben können, liegt die Alphabetisierung der weiblichen Landbevölkerung bei unter fünfzig Prozent. Den Stand der Alphabetisierung zeigt die folgende Tabelle:
| Alphabetisierung im Distrikt Changlang                    |                   |                   |                   |                   |                   |                   |
| Einheit                                                   | Volkszählung 1991 | Volkszählung 1991 | Volkszählung 2001 | Volkszählung 2001 | Volkszählung 2011 | Volkszählung 2011 |
| Einheit                                                   | Anzahl            | Anteil            | Anzahl            | Anteil            | Anzahl            | Anteil            |
| GESAMT                                                    | 32.031            | 43,19 %           | 51.291            | 51,32 %           | 73.174            | 59,80 %           |
| Männer                                                    | 22.067            | 54,44 %           | 32.789            | 62,13 %           | 44.027            | 68,93 %           |
| Frauen                                                    | 9964              | 29,64 %           | 18.502            | 39,23 %           | 29.147            | 49,84 %           |
| STADT GESAMT                                              | 0                 |                   | 8741              | 83,17 %           | 14.427            | 84,93 %           |
| Stadt-Männer                                              | 0                 |                   | 5344              | 88,99 %           | 8604              | 90,29 %           |
| Stadt-Frauen                                              | 0                 |                   | 3397              | 75,41 %           | 5823              | 78,08 %           |
| LAND GESAMT                                               | 32.031            | 43,19 %           | 42.550            | 47,58 %           | 58.747            | 55,75 %           |
| Land-Männer                                               | 22.067            | 54,44 %           | 27.445            | 58,68 %           | 35.423            | 65,18 %           |
| Land-Frauen                                               | 9964              | 29,64 %           | 15.105            | 35,41 %           | 23.324            | 45,71 %           |
| Quelle: Ergebnisse der Volkszählungen 1991, 2001 und 2011 |                   |                   |                   |                   |                   |                   |

## Verwaltung
Der heutige Distrikt ist in die vier Subdivisionen Bordumsa, Changlang, Jairampur und Miao und insgesamt 16 Circles (Kreise) unterteilt.